# Heunenweise
Bei der Heunenweise (auch Hunnenweise oder Hönweis(e)) handelt es sich um eine Strophenform. Sie stellt eine Abwandlung des Hildebrandstons  dar: eine vierzeilige Strophe aus zweiteiligen Langzeilen, bei der nicht nur der Abvers, sondern auch der Anvers paarig gereimt ist. Die Anverse sind vierhebig mit weiblichem (klingenden) Versschluss und die Abverse sind dreihebig mit männlichem (stumpfem) Versschluss. Das Strophenschema ist also:
4wa / 3mb
4wa / 3mb
4wc / 3md
4wc / 3md
Im Unterschied zur Nibelungenstrophe hat wie beim Hildebrandston auch der letzte Abvers (wie die vorigen) nur 3, nicht 4 Hebungen.
Als Beispiel Strophe 309 des ‚Dresdner Laurin‘:
Laurein der sweig stille; / do sprach die kongein gemait:

‚vil edler konick, ich wille / gewynen euch ein gelait,

so komen wir hin ausse, / sol wir gefangen sein?

wir haben nimant dausse, / weder zwerg noch zwergellein.‘
(Laurin schwieg still. Da sagte die schöne Prinzessin: ‚Hoher König, ich will euch Geleit verschaffen, dann kommen wir hinaus. Sollen wir gefangen sein? Wir haben niemanden draußen, keinen Zwerg und kein Zwerglein.‘)
Aus der Heunenweise entwickelte sich im deutschen Volkslied die verbreitete Strophenform des kreuzgereimten Achtzeilers nach dem Schema:
3wa
3mb
3wa
3mb
3wc
3md
3wc
3md